# 紀元前457年
紀元前457年（きげんぜん457ねん）は、ローマ暦の年である。
当時は、「プルウィッルスとアウグリヌスが共和政ローマ執政官に就任した年」として知られていた（もしくは、それほど使われてはいないが、ローマ建国紀元297年）。紀年法として西暦（キリスト紀元）がヨーロッパで広く普及した中世時代初期以降、この年は紀元前457年と表記されるのが一般的となった。

## 他の紀年法
- 干支 : 甲申
- 日本
  - 皇紀204年
  - 孝昭天皇19年
- 中国
  - 周 - 貞定王12年
  - 秦 - 厲共公20年
  - 晋 - 出公18年
  - 楚 - 恵王32年
  - 斉 - 平公24年
  - 燕 - 孝公41年
  - 趙 - 襄子19年
- 朝鮮
  - 檀紀1877年
- ベトナム :
- 仏滅紀元 : 88年
- ユダヤ暦 : 3304年 - 3305年

## できごと

### ペルシア
- アルタクセルクセス1世は、エルサレムの支配権の回復を宣言した[1]。

### ギリシア
- デロス同盟の指導者であるアテナイは、コリントス及びその同盟国であるペロポネソス同盟の指導者のスパルタとメガラを巡って争うようになった。スパルタ王プレイストアナクスの摂政ニコデメスは、フォキスの反乱を鎮めようとするティーヴァを助けるために、11,500の重装歩兵をボイオーティアに率いた。
- アテナイ軍がペロポネソス半島に戻る経路を遮断したため、スパルタ軍はボイオーティアに残り、アテナイの攻撃を待つことを決めた。ミュロニデスに率いられた14,000人からなるアテナイとその同盟国の軍は、スパルタとタナグラの戦いを戦った。スパルタ軍が勝利したが、多くの兵を失った。
- 戦いの後、アテナイは再軍備し、ボイオーティアに進軍した。ミュロニデスに率いられ、オイノフュタの戦いでボイオーティアを破り、タナグラとロクリス、フォキスの壁を破壊した。
- この年の後半、アテナイはアイギナ島を攻め、港町ピレウスまでの長壁の建設を完了した。
- ボイオーティア、フォキス、ロクリスがデロス同盟に加盟した。アテナイは、ティーヴァを除くボイオーティアの全ての都市をデロス同盟の傘下に収めた。アイギナ島も加盟を強制された。同盟には、年に30タレントが支払われた。
- オリンピアのゼウス神殿が完成した。内部にある40フィートのオリンピアのゼウス像は、世界の七不思議の1つとなった。